# Порусья
Пору́сья (ранее Руса) — река на северо-западе европейской части Российской Федерации, в Новгородской области, правый приток реки Полисть. 
Длина — 142 км. Площадь водосборного бассейна — 1030 км². Крупнейший приток — Лютая (левый). 

## Происхождение названия
Наиболее разработанная версия представлена лингвистами Р. А. Агеевой, В. Л. Васильевым, М. В. Горбаневским, согласно которым река, в древности называвшаяся Руса, получила это название от проживавших здесь ранее балтских племён. Согласно этой версии, название реки произошло от того же корня, что и лит. rausvas «красноватый», rùsvas «тёмно-коричневый», латыш. rûsa «ржавчина». От этого гидронима происходит первоначальное название города Руса, с XVI века известного как Старая Русса.

## Течение
Исток Порусьи расположен на территории Поддорского района на юго-западе области. Река вытекает из огромных Рдейских болот, объявленных Рдейским заповедником. Высота истока — около 90 метров над уровнем моря.
Первые километры Порусья представляет собой небольшой ручей, петляющий среди болот по территории заповедника. Течёт в основном на северо-восток, в низовье — на север.
Выйдя из болот, река увеличивает скорость течения, ширина увеличивается до 10 — 15 метров, русло сильно извилистое и довольно мелкое, берега лесисты. В русле есть камни, перекаты и небольшие порожки, однако их меньше, чем на текущих параллельно Полисти (с запада) и Ловати (с востока).
После впадения реки Лютой ширина Порусьи уваливается до 20 — 30 метров, глубина составляет 1,2 — 1,5 метра.

## Населённые пункты
На Порусье расположено более сорока населённых пунктов, крупнейший из них — город Старая Русса. Река протекает в трёх километрах от посёлка Поддорье — районного центра Поддорского района Новгородской области.

## Загрязнение
В реку сбрасывают сточные воды ОАО «123 авиационный ремонтный завод», ООО «Межмуниципальное предприятие жилищно-коммунального хозяйства Новжилкоммунсервис», филиал «Водоканал, г. Старая Русса», ОАО «Красногвардеец», филиал «Старорусский медико-инструментальный завод»

## Перерытица

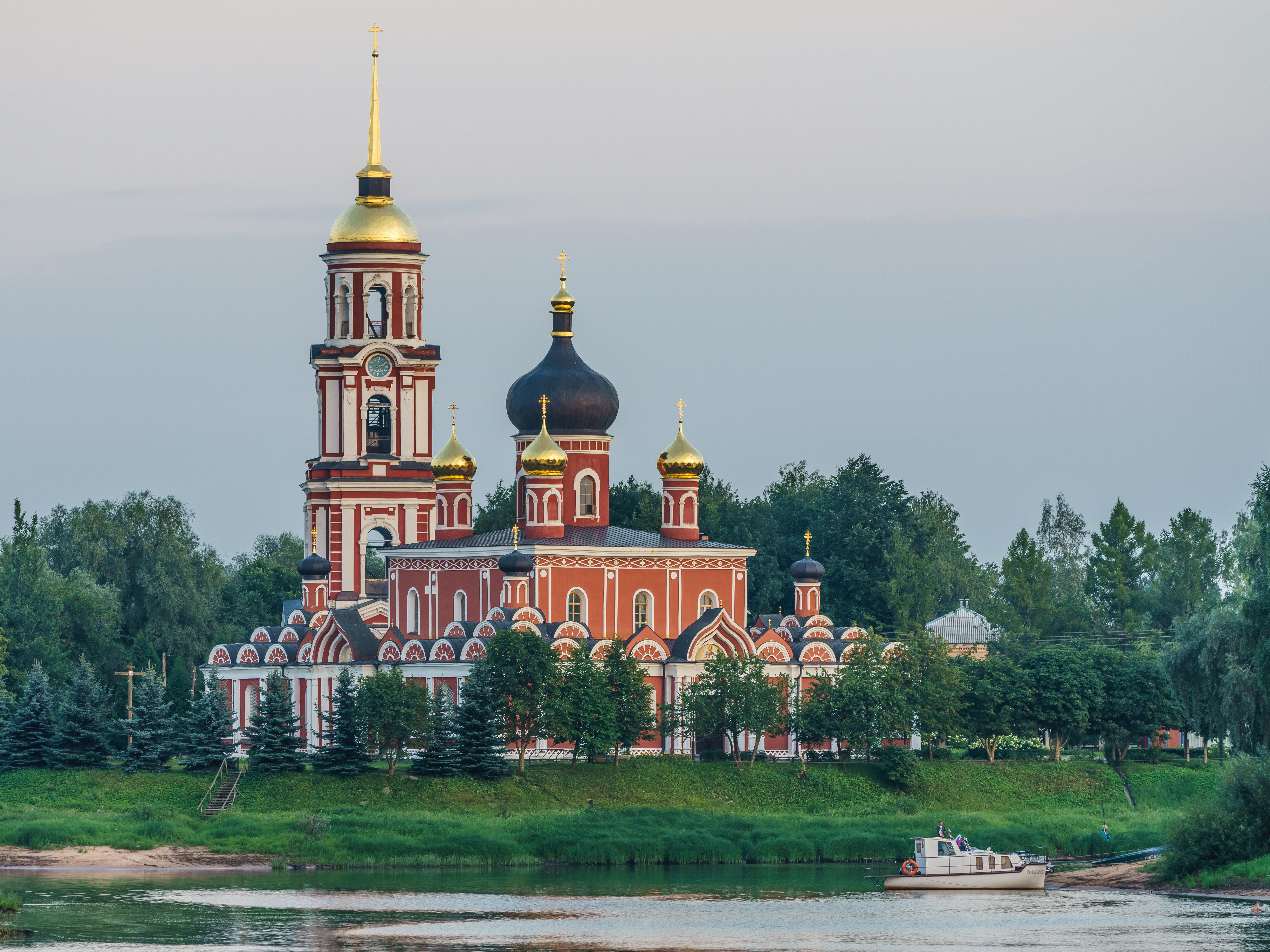
Воскресенский собор у впадения Перерытицы в Полисть

В нижнем течении река успокаивается, ширина — около 20 метров. В Старой Руссе последний участок Порусьи (длиной около 1 км) носит название Перерытица. Старица Порусьи уходит вправо и практически сходит на нет в восточных кварталах города. С конца XIX века она называется Мала́шка. Исследование берегов Перерытицы указывает на её искусственное происхождение, однако точной версии по поводу её появления нет.
Древнейшая часть Старой Руссы и местонахождение Старорусской крепости предполагается на правом берегу Малашки вблизи минеральных источников.
На правом берегу Перерытицы находится дом-музей Ф. М. Достоевского, на левом — памятник архитектуры XIX века Дом Грушеньки.

## Притоки (км от устья)
- 20 км: река Велья
- Каменка
- 39 км: река Белка
- 71 км: река Лютая
- 135 км: река Порусь

## Галерея

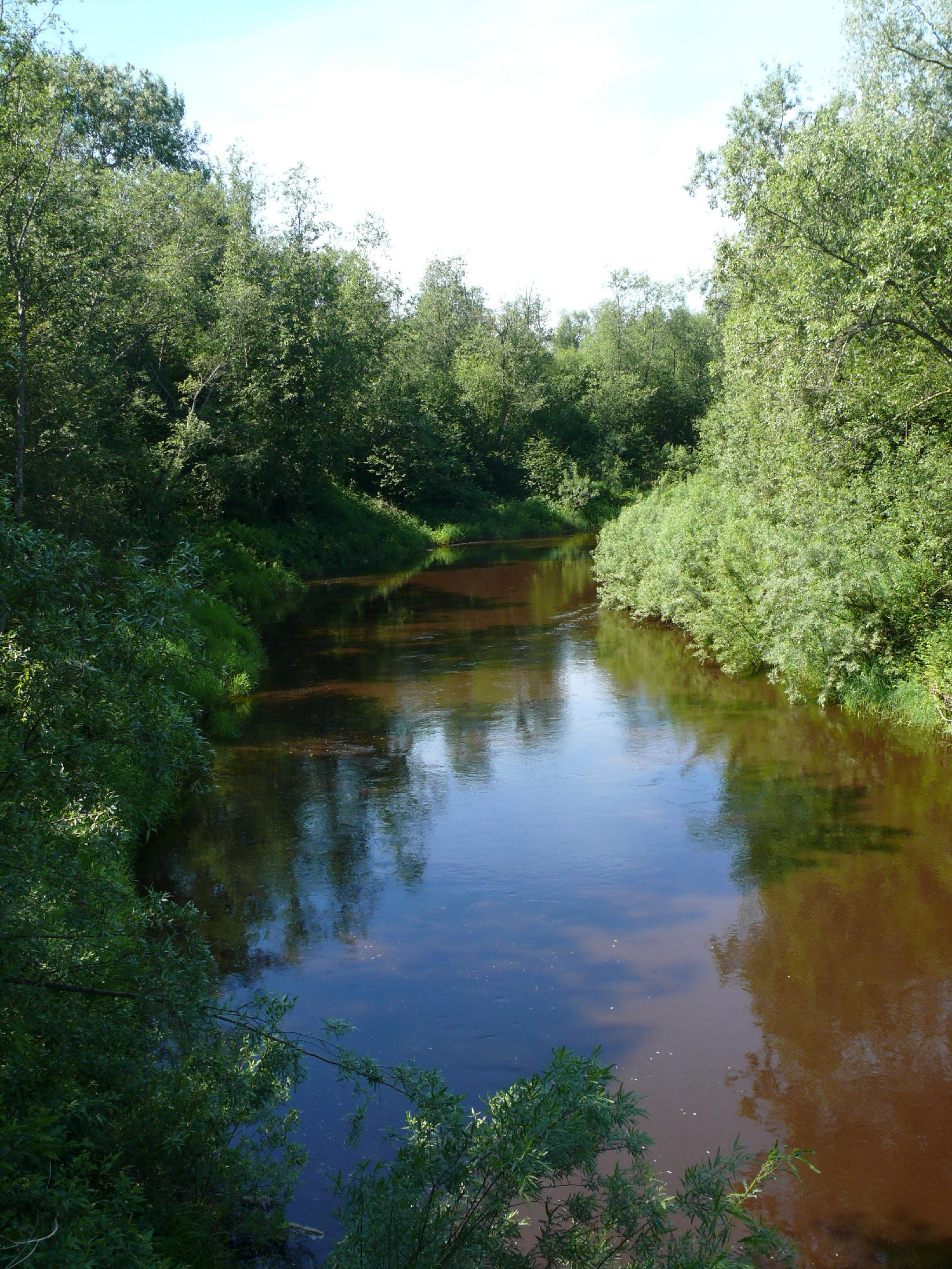
Порусья в деревне Лосытино
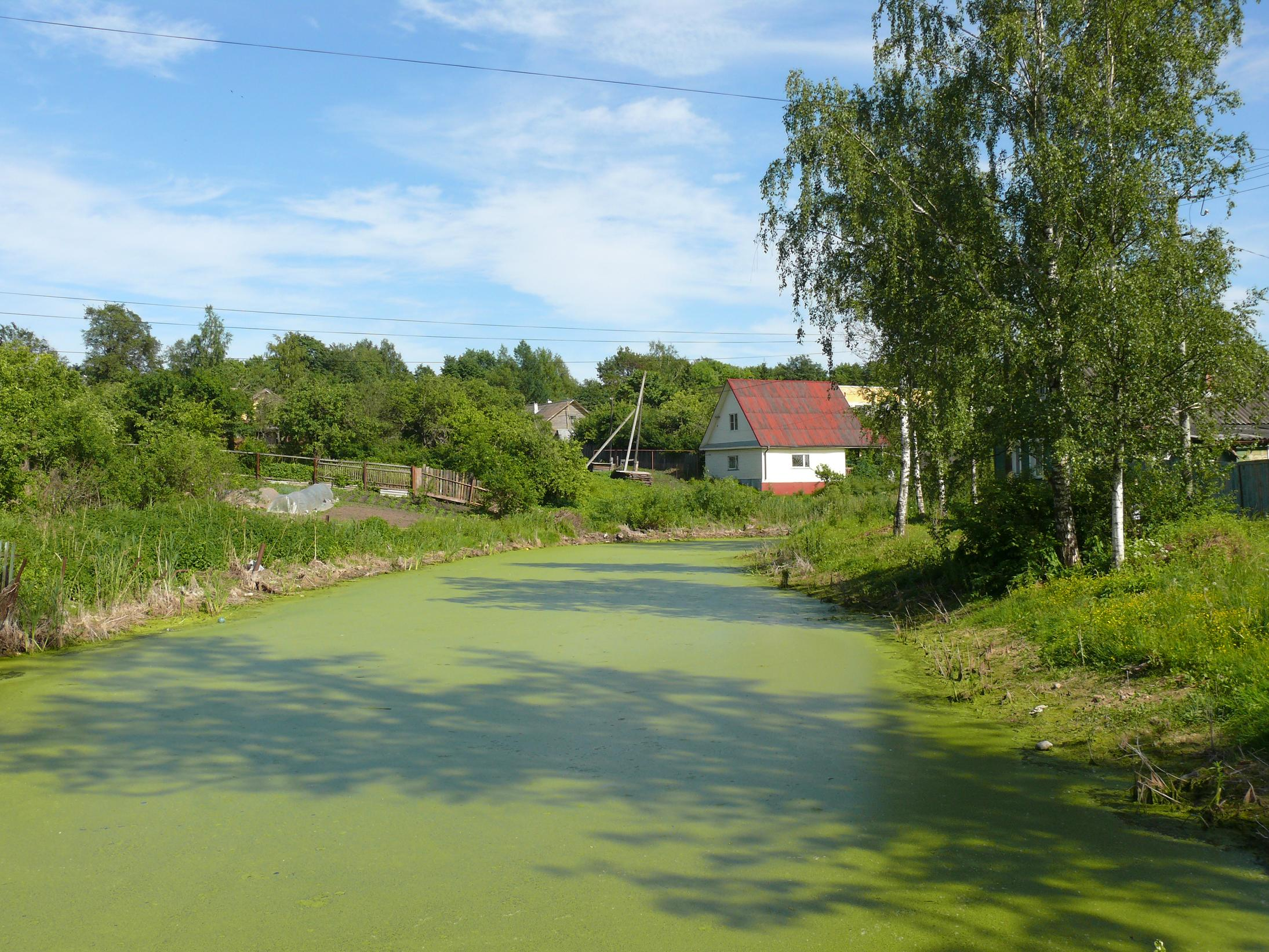
Заболоченная Малашка
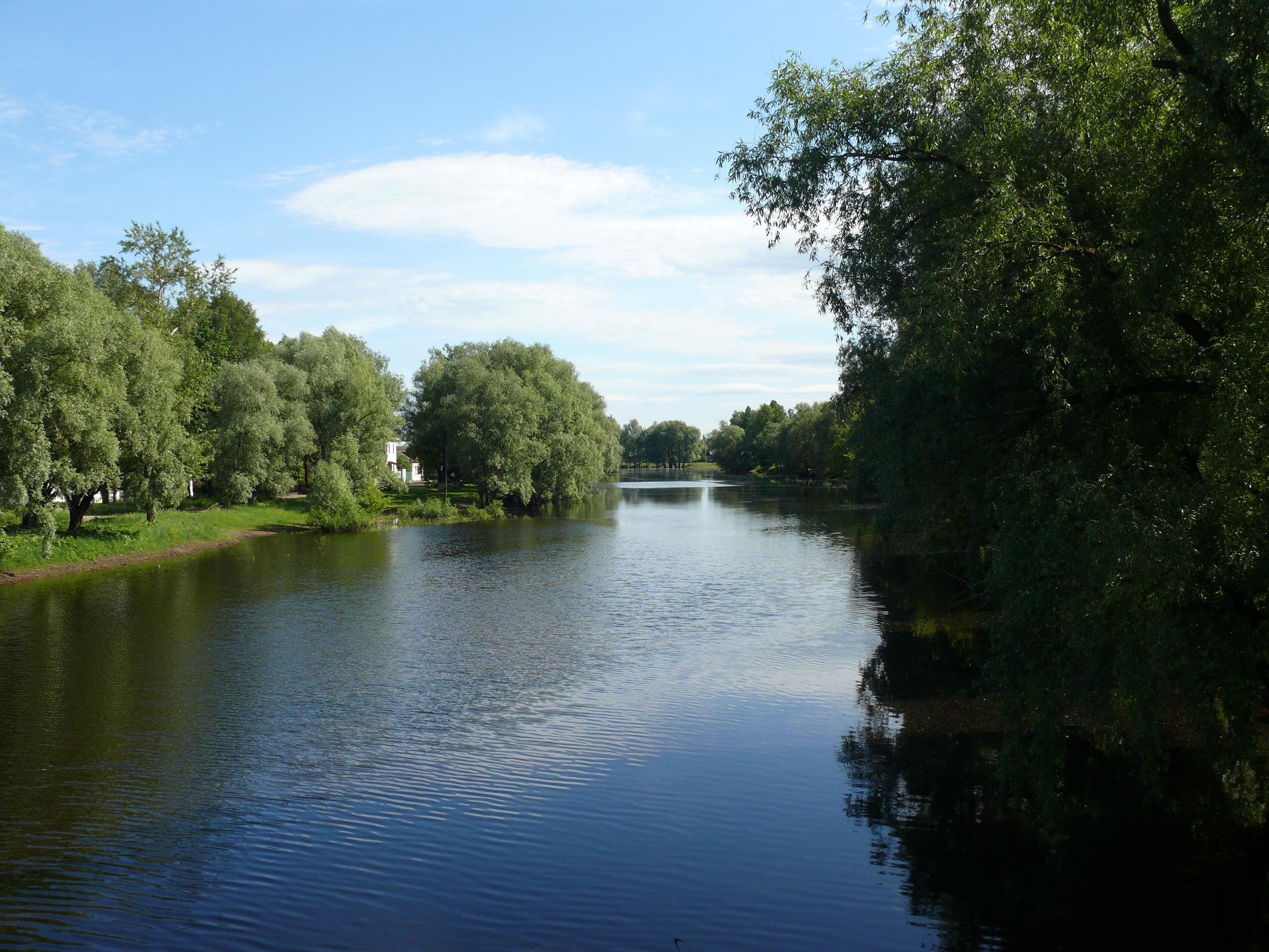
Перерытица в Старой Руссе.